# Raimondo II di Rouergue
Raimondo (... – 961) è stato un sovrano franco, conte di Rouergue, dal 935 alla sua morte.

## Origine
Figlio primogenito del conte di Rouergue e conte di Quercy, Ermengol e della moglie, Adelaide, di cui non si conoscono gli ascendenti (come viene confermato nel documento n° 63 delle Preuves de l'Histoire Générale de Languedoc. Ermengol di Rourgue era il figlio secondogenito del conte d'Albi, conte di Rouergue, conte di Tolosa e conte di Quercy, Oddone I († ca. 918) e di Garsenda d'Albi (come risulta dall'Histoire des comtes de Toulouse, dal capitolo n° XI del secondo volume delle Histoire Générale de Languedoc e dal Cartoulaires de l'abbaye de Beaulieu, datato agosto 887, in cui il conte Oddone vendette una proprietà assieme alla moglie Garsenda ed al fratello Ariberto), la figlia del conte d'Albi, Ermengardo

## Biografia
Raimondo viene citato per la prima volta in un documento, assieme al padre, Ermengardo, in una donazione del gennaio 934.
Dopo la morte del padre, verso il 935, Raimondo gli succedette nel titolo di conte di Rouergue, come Raimondo II.
Secondo l'Histoire des comtes de Toulouse Raimondo II, continuando la politica di suo padre, Ermengardo, continuò a governare le contee di Rouergue e di Tolosa, assieme al cugino, Raimondo Ponzio.
Il 13 luglio 960, secondo il Cartoulaires de l'abbaye de Beaulieu, Raimondo presiedette un giudizio inerente alcuni privilegi della chiesa di San Medardo di Prisca.
Sempre nel 960, Raimondo viene indicato, come esecutore testamentario, assieme al figlio, Ugo, dal vescovo di Tolosa, Ugo.
La morte di Raimondo, nel 961, è ricordata nel volume II delle Preuves de l'Histoire Générale de Languedoc, specificando che fu trucidato mentre si recava in pellegrinaggio a Santiago di Compostela.
Nel testamento del 961, il documento n° 111 del volume V delle Preuves de l'Histoire Générale de Languedoc, Raimondo dispose che tutti i suoi beni andassero oltre che ai figli, Raimondo e Ugo, legittimi, ed ai tre o più illegittimi, anche ad altre persone ed istituzioni. Nel titolo di conte di Rouergue, gli succedette il figlio, Raimondo.

## Matrimonio e discendenza
Raimondo, nel 946, aveva sposato Berta, che secondo il cronista, Liutprando da Cremona, Vescovo di Cremona, era la figlia del conte d'Arles, conte di Provenza e marchese di Toscana, Bosone VI di Provenza, e di Willa II di Borgogna, figlia del re di Borgogna Rodolfo I e di Willa di Provenza. Raimondo e Berta ebbero quattro (o cinque) figli:
- Raimondo (citato, assieme alla madre, in una donazione del 960[16] (?-1008), conte di Rouergue
- Ugo (?-dopo il 984), indicato, come esecutore testamentario, assieme al padre, Raimondo, dal vescovo di Tolosa, Ugo, nel 960[10], poi citato nel testamento di suo padre[12], che secondo lo storico francese Christian Settipani, esperto di genealogie, viene citato come abate-conte[17] in due lettere datate 984[7]
- Ponzio, che non viene nominato nel testamento del padre[12]
- Ermengardo, che non viene nominato nel testamento del padre[12]
- Ava Gisla, secondo lo storico Szabolcs de Vajay[18]. Sposò il Rossiglione e d'Empúries, Gausfredo I.

Raimondo ebbe anche un'amante (secondo alcuni era stata la prima moglie), indicata nel suo testamento come figlia di Odoino, da cui ebbe almeno tre figli:
- figli maschi, a cui lasciò un castello (castello de Albinio........filios meos quos…habeo de filia Odoino)[12]
- figlia femmina, a cui lasciò una casa (manso de Carausiaco........filia mea quam habeo ab ipsa filia Odoini)[12], che secondo le Europäische Stammtafeln, volume III, parte 1, n° 119 (non consultate) si chiamava Ermetrude e aveva sposato il Conte di Pallars, Borrell I[19], e, come ci viene confermato dal documento n° 6 di El Monestir de Santa Maria de Gerri (segles XI-XV) Collecció Diplomática, II (non consultato), dopo essere rimasta vedova, aveva sposato, in seconde nozze, il fratello del primo marito, Suniario I, anche lui Conte di Pallars[20].

## Ascendenza
|                          |   |                   | Genitori |  |  | Nonni |  |  | Bisnonni             |  |  | Trisnonni            |  |
|                          |   |                   |          |  |  |       |  |  | Raimondo I di Tolosa |  |  | Foucault di Rouergue |  |
|                          |   |                   |          |  |  |       |  |  | Raimondo I di Tolosa |  |  | Foucault di Rouergue |  |
|                          |   | Senegonda         |          |  |  |       |  |  | Raimondo I di Tolosa |  |  |                      |  |
| Oddone I di Tolosa       |   |                   |          |  |  |       |  |  | Raimondo I di Tolosa |  |  |                      |  |
|                          |   | Berta             | …        |  |  |       |  |  |                      |  |  |                      |  |
|                          |   | Berta             | …        |  |  |       |  |  |                      |  |  |                      |  |
|                          |   | Berta             | …        |  |  |       |  |  |                      |  |  |                      |  |
| Ermengardo I di Rouergue |   | Berta             |          |  |  |       |  |  |                      |  |  |                      |  |
|                          |   | Ermengardo d'Albi | …        |  |  |       |  |  |                      |  |  |                      |  |
|                          |   | Ermengardo d'Albi | …        |  |  |       |  |  |                      |  |  |                      |  |
|                          |   | Ermengardo d'Albi | …        |  |  |       |  |  |                      |  |  |                      |  |
| Garsenda d'Albi          |   | Ermengardo d'Albi |          |  |  |       |  |  |                      |  |  |                      |  |
|                          |   | …                 | …        |  |  |       |  |  |                      |  |  |                      |  |
|                          |   | …                 | …        |  |  |       |  |  |                      |  |  |                      |  |
|                          |   | …                 | …        |  |  |       |  |  |                      |  |  |                      |  |
| Raimondo II di Rouergue  |   | …                 |          |  |  |       |  |  |                      |  |  |                      |  |
|                          | … | …                 |          |  |  |       |  |  |                      |  |  |                      |  |
|                          | … | …                 |          |  |  |       |  |  |                      |  |  |                      |  |
|                          | … | …                 |          |  |  |       |  |  |                      |  |  |                      |  |
| …                        | … |                   |          |  |  |       |  |  |                      |  |  |                      |  |
|                          |   | …                 | …        |  |  |       |  |  |                      |  |  |                      |  |
|                          |   | …                 | …        |  |  |       |  |  |                      |  |  |                      |  |
|                          |   | …                 | …        |  |  |       |  |  |                      |  |  |                      |  |
| Adelaide                 |   | …                 |          |  |  |       |  |  |                      |  |  |                      |  |
|                          |   | …                 | …        |  |  |       |  |  |                      |  |  |                      |  |
|                          |   | …                 | …        |  |  |       |  |  |                      |  |  |                      |  |
|                          |   | …                 | …        |  |  |       |  |  |                      |  |  |                      |  |
| …                        |   | …                 |          |  |  |       |  |  |                      |  |  |                      |  |
|                          |   | …                 | …        |  |  |       |  |  |                      |  |  |                      |  |
|                          |   | …                 | …        |  |  |       |  |  |                      |  |  |                      |  |
|                          |   | …                 | …        |  |  |       |  |  |                      |  |  |                      |  |
|                          |   | …                 |          |  |  |       |  |  |                      |  |  |                      |  |

### Fonti primarie
- (LA)  Preuves de l'Histoire Générale de Languedoc, tome II.
- (LA)  Histoire Générale de Languedoc, tome II.
- (LA)  Monumenta Germaniae Historica, Scriptores, tomus III.
- (LA)  Preuves de l'Histoire Générale de Languedoc, tome V.
- (LA)  Cartoulaires de l'abbaye de Beaulieu.

### Letteratura storiografica
- Louis Alphen, Francia: Gli ultimi Carolingi e l'ascesa di Ugo Capeto (888-987), in <<Storia del mondo medievale>>, vol. II, 1999, pp. 636–661
- (FR)  Histoire Générale de Languedoc, tome II.
- (FR)  Histoire des comtes de Toulouse.